# 欽廉上思之役

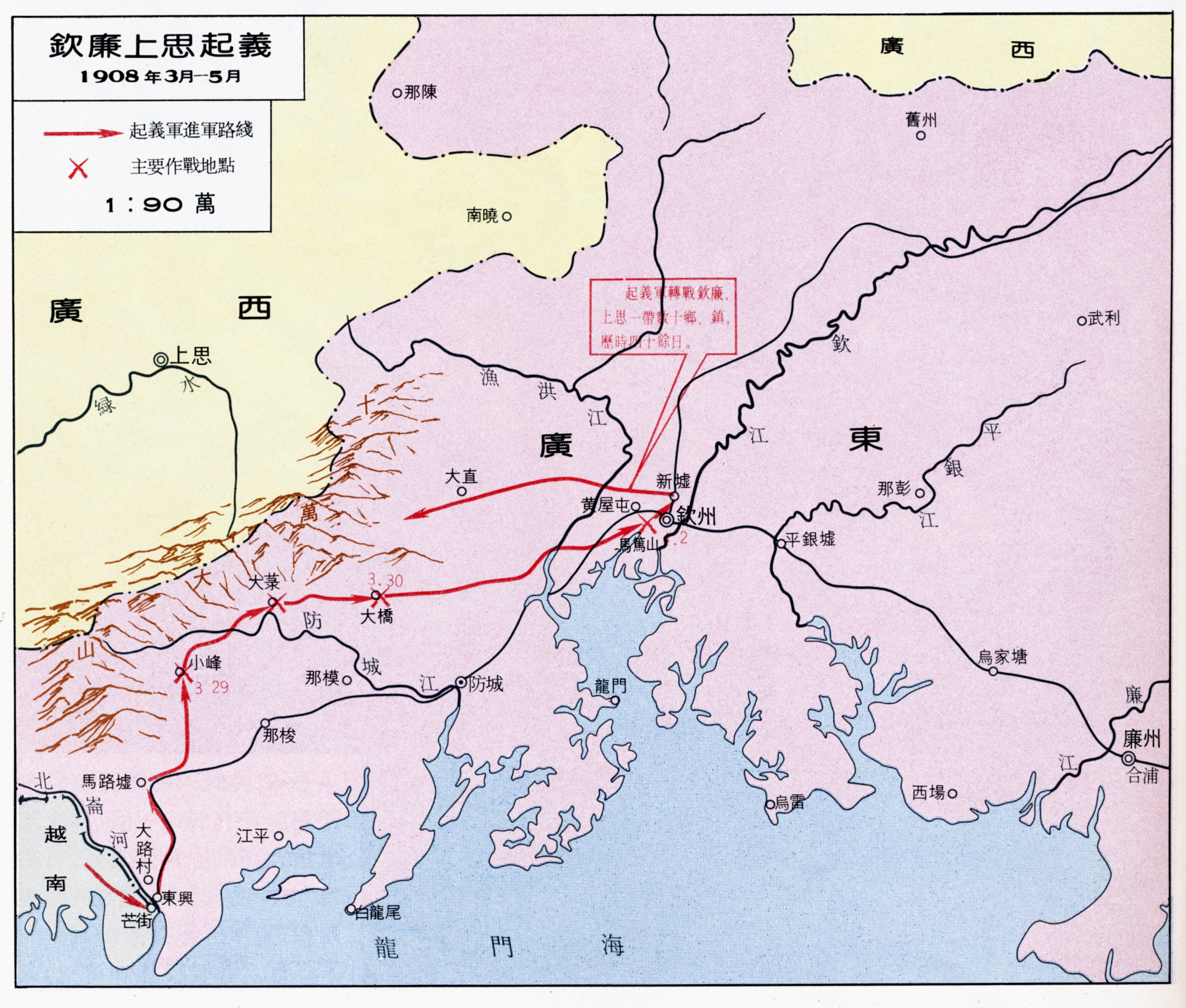
钦廉上思起义形势图

欽廉上思之役是孫中山領導的第七次反清起義，以失敗告終。因發生在農曆戊申年（1908年），所以又稱戊申馬篤山之役。
1907年鎮南關起義失敗後，黄兴根据孙中山指示，从旅越华侨中挑选同盟会员200余人，组成“中华国民军南军”，自任总司令，于1908年3月27日从越南芒街出发，由广东东兴入境，开赴该省钦州，沿途张贴告示，乡民燃放爆竹以迎。3月29日，革命军进至小峰，清军600余人依山势进行堵击。黄兴用计将清军引离阵地，然后分三路进击清军，清军大败，死亡数十人，伤者逾百。3月30日，革命军进抵大桥，击溃清军两营。4月2日革命军占领馬篤山，殺管帶龍炳堂。但清軍郭人漳、王有宏等率二萬清兵追擊，黃興在欽州、廉州、上思等地與清軍轉戰四十餘日，最終黃興等革命軍分別退往越南、十萬大山。 